# Sasquatch Sunset
Sasquatch Sunset är en amerikansk äventyrs- och komedifilm från 2024. Filmen är regisserad av David Zellner och Nathan Zellner, efter ett manus skrivet av David Zellner.
Filmen premiärvisades på Sundance Film Festival den 19 januari 2024 och hade biopremiär i Sverige den 16 augusti samma år.

## Handling
Filmen kretsar kring en Sasquatch-familjs liv och följer familjen under ett års tid.

## Rollista (i urval)
- Jesse Eisenberg
- Riley Keough
- Christophe Zajac-Denek
- Nathan Zellner